# Han Grijzenhout
Han Grijzenhout (Amszterdam, 1932. december 22. – Gent, Belgium, 2020. december 18.) holland labdarúgó hátvéd, edző.

## Pályafutása

### Játékosként
1954 és 1959 között a DWS labdarúgója volt, ahol hátvéd poszton játszott.

### Edzőként
1972 és 1992 között Belgiumban tevékenykedett edzőként. 1972-ben a Cercle Brugge csapatánál kezdett el dolgozni, ahol négy alkalommal is vezetőedző volt. Első alkalommal 1977-ig, majd 1978–79-ben, 1982–83-ban, végül 1988 és 1991 között irányította a csapat szakmai munkáját. Az 1978–79-es idényben a másodosztályban bajnok lett a csapattal. Legnagyobb edzői sikerét a Club Brugge együttesével érte el az 1979–80-as idényben, amikor bajnoki címet szerzett a csapattal. Ezenkívül dolgozott a Lokeren (1977–78), a KAA Gent (1980–81, 1984–87), a KV Oostende (1981–82), a Waterschei (1983–84) és a KV Kortrijk (1987) csapatainál. 1991–92-ben az Eendracht Aalst együttesénél fejezte be az edzői pályafutását.

## Sikerei, díjai
Cercle Brugge
- Belga bajnokság (másodosztály)
  - bajnok: 1978–79

 Club Brugge
- Belga bajnokság
  - bajnok: 1979–80